# 宮前真樹
宮前 真樹（みやまえ まき、1973年1月16日 - ）は、日本のタレント、料理研究家。アイドルグループCoCoの元メンバー。新潟県十日町市生まれ、東京都育ち。株式会社エキスパートナー所属。夫は写真家の萩庭桂太。愛称はまきぼー。

## 略歴

### アイドルとして
1989年9月6日、フジテレビ『パラダイスGoGo!!』の乙女塾1期生となり、アイドルグループCoCoのメンバーとしてポニーキャニオンより「EQUALロマンス」で歌手デビュー。当時の所属事務所はプロダクション尾木。アイドル時代はショートヘアがトレードマークだった。
1994年9月30日、CoCo解散（その後も数年間プロダクション尾木に所属）。同日、フジテレビ『ライオンのごきげんよう』へゲスト出演。1994年10月1日、ソロ活動開始。同月、公式ファンクラブ「PORCUPiNE」を開設した。
1995年1月、ライブツアー「宮前真樹BirthdayLive 〜What's New?」を開催。1995年9月 - 10月、ライブツアー「宮前真樹Second Live Tour 〜紅の瞬間〜蒼の瞬間」を開催。1999年5月、公式ファンクラブ「PORCUPiNE」を解散。
2000年10月 - 2001年2月、BOOK TV『キッズワールド ブックトピア』。
2004年 1月18日、「宮前真樹バースデーライブ2004」にて、3月いっぱいでの芸能活動休業を発表。4月17日・18日、「宮前真樹ありがとうツアー!」開催。終了後、ル・コルドン・ブルー東京校へ入学。

### タレント・料理研究家として
2008年、食育インストラクター、食農検定資格を取得。2009年、食や料理に関する商品開発、メーカーとのコラボ創作、食育教室、媒体出演、農業など幅広い食育活動を開始。2010年10月4日 渋谷に「CAFE・RESUTAURANT M.NATURE AOYAMA」をオープン。
2016年1月、「代官山サラダ」をプロデュース。2016年9月、beauty oil kitchen「ビューティーオイルキッチン」をプロデュース（西武池袋本店・横浜SOGO・千葉SOGO）。2017年7月、 「centonze」クレンジングシャンプーの監修を務めた。2016年7月27日、自身初の書籍『サラダのくすり箱-美養サラダ&ベジヌードルレシピ-』を出版。
2019年4月、国際食学協会親善大使名誉理事就任。
2023年、ロールケーキブランド「maq bon」を立ち上げた。

### 新アイドルグループオーディション
2025年4月20日、宮前がプロデュースする新アイドルグループオーディションがスタート。8月9日、テレビ埼玉の生放送特番『受け継がれる情熱！　宮前真樹プロデュース新アイドルグループオーディション～夢の扉が開く時！　生放送SP～』でオーディション結果が発表された。グループ名は公募で決められ、テレビ埼玉では10月からグループのレギュラー新番組が始まる。

## 人物
- 2018年2月16日、自身のブログにて写真家の萩庭桂太との結婚を発表した[7][8]。
- 生誕地は新潟県だが、出生届けが東京都青梅市に提出されたため、出身は東京都となる。
- ファンを含めた他人にも自分に対しても、正直に接する。信頼関係を重視する。。
- 子供と高齢者を大事にする性格で、福祉活動にも関心を持っている。また動物が大好きで猫を飼っていた。
- 三浦理恵子いわく、「CoCoのメンバーの中でも一番女の子らしい性格の人」。
- 人見知りの割に人を信じやすい性格[9]。
- 凝り性で、好きなものはとことんコレクションしたり、気に入れば同じものを長期にわたって使用する。
- アイドル時代には、シャボン玉に凝っていた。
- 好きな色は白。シルバーのアクセサリーが好き。
- アイドル時代に憧れた人物は松田聖子。
- 着物の着付けが一人でできる。
- 過去に猫を3匹、現在は犬を1匹飼っている。
- 趣味は読書・音楽観賞・ビデオ観賞・テレビゲーム・お香・作詩・プロレス観戦・相撲観戦・スノーボード[10]。特技は英会話、キーボード[10]。資格・免許はディプロム・食育ソムリエ[10]。

## 出演
CoCo時代に出演した番組はCoCo (アイドルグループ)を参照。

### バラエティ
- 森田一義アワー 笑っていいとも!（1991年10月 - 1992年9月、フジテレビ） - 水曜日準レギュラー
- アイドルオンステージ（1993年10月10日 - 1997年3月30日、NHK-BS2） - レギュラー
- クイズ日本人の質問（NHK総合）
  - 何と鎌倉大仏の重さが分かる!（1995年5月21日）
  - 宝塚歌劇団のマル秘エピソード発見（1996年6月2日）
  - ベンケイガニのびっくり呼吸!（1996年11月17日）
- 天才てれびくん（NHK教育）
  - 電脳ウォーズQ1（1996年4月12日）
  - スペシャル めざせスーパーキッズ（1996年10月10日）
- TVじゃん!! 木曜日「ここにシャチあり!」（1996年4月 - 9月、中京テレビ） - 司会
- レッツ! 月曜日「〜クローゼット探検隊〜」（2001年4月 - 2002年3月、日本テレビ）
- 銀BURA天国（1994年 - 1995年、テレビ東京）
- TVおじゃマンモス（日本テレビ）
- 大阪ほんわかテレビ（1995年 - 1996年、読売テレビ）
- 痛快!明石家電視台（1996年 - 2003年、毎日放送）
- 今夜はえみぃ〜GO!!（2002年 - 2004年、毎日放送）
- 夏休み特番2008 Resolution 宮前真樹（2008年8月11日、インターネットテレビ「あっ!とおどろく放送局」）
- Oha!4 NEWS LIVE（2012年1月19日 - 2013年1月4日[注 2]、日テレNEWS24（CS）・日本テレビ）
  - 第1部のコーナー「Lifeコンシェルジュ」の隔週木曜日「美活レシピ」[11]→同「おはcatch!」の火曜日（2013年からは水曜日）「Foods&Sweets」（不定期出演）[12]
- お願い!ランキング（2013年5月30日、テレビ朝日） - 「川越達也の抜き打ち発掘レストラン!」でM.ナチュールが取材された際に出演
- 虎ノ門市場（テレビ東京）
- かんさい熱視線（2016年5月6日、NHK総合）　- 「パリより神戸?!」かんさいスイーツ最前線
- クイズ!脳ベルSHOW (BSフジ)

### テレビアニメ
- ビーストウォーズネオ 超生命体トランスフォーマー（1999年2月 - 9月、テレビ東京） - DNAVI 役[13]

### テレビドラマ
- ハートにS（1995年7月17日、フジテレビ）
- 稲川淳二の恐怖物語（1997年9月4日、読売テレビ）
- 鬼怒川・旅情ドラマ もういちど…（1998年9月27日、テレビ東京）
- 金曜エンタテイメント（フジテレビ）
  - 年の差カップル刑事（1998年10月23日） - 赤里燈子 役
  - 十津川警部夫人の旅情殺人推理1（2003年5月30日） - 松原さとみ 役
- 歓迎!ダンジキ御一行様（2001年、日本テレビ）
- ママまっしぐら!3（2002年11月4日 - 8日、TBS）
- 恋するイヴ（2013年12月24日、日本テレビ） - ガッくんの姉 役

### ラジオ
- コーシン・なおとのパチパチ電波注意報〜WANGANステーション（アール・エフ・ラジオ日本）
- ドラマ『スーパーステーション From me to you〜女神の消える夜〜』（1994年12月4日、ニッポン放送）

### 舞台
- NYLON100℃ 3rd SESSION『1979』（1994年5月29日 - 6月5日、シアターアプル）
- スタンド・バイ・ミー（1995年8月11日 - 9月3日、サンシャイン劇場）
- ファミリー・タイムズ〜めざせ若草物語（1996年8月27日 - 9月1日、新宿シアターサンモール）
- ミュージカル『天狼星』（1997年3月13日 - 4月20日、シアターアプル 他） - 朝吹麻衣子 役
- 新生〜我が胸中、朱夏にて候〜（2003年10月29日 - 11月17日、江戸東京博物館ホール 他）

### CM
- 世田谷自然食品（2020年）

## ディスコグラフィ
|              | リリース日     | タイトル         | 収録曲 | 備考 |
| ------------ | -------------- | ---------------- | --- | --- |
| シングル     | 1992年12月16日 | 夢へのポジション | 1. 夢へのポジション 作詞：及川眠子、作曲：アルフ・ライラ、編曲：戸田誠司 2. 夢へのポジション（オリジナルカラオケ） | - 『ストリートファイターII』春麗テーマソング |
| ミニアルバム | 2023年1月16日  | waltz            | 1. waltz 作詞：宮前真樹・田村信二、作曲：田村信二、編曲：田村信二 2. happy lucky days 作詞：宮前真樹・田村信二、作曲：田村信二、編曲：田村信二 3. シャボンのため息（セルフカバー） 作詞：宮前真樹、作曲：山口美央子 4. 月に日に～いつもあなたを想ってる（セルフカバー） 作詞：宮前真樹、作曲：小森田実 | CDリリースに伴い、リリースイベントが東名阪で行われた。 - 2月5日 新星堂エンタメアキバ - 2月18日 ヴィレッジヴァンガードパルコ - 2月19日 TSUTAYA戎橋店 |

### ビデオ
- FATMAN BROTHERS

### 写真集
- Bagus!（1993年、学習研究社）
- BREAK（1995年、ワニブックス）
- candied（1995年、近代映画社）
- VANILLA（1999年、TIS）